# Список министров путей сообщения России
Список министров путей сообщения России содержит имена людей, занимавших эту должность в Российской империи, Российского государства, РСФСР, СССР и современной Российской Федерации.

## Департамент водяных коммуникаций Российской империи
| Имя                                          | Дата вступления в должность | Дата снятия с должности |
| -------------------------------------------- | --------------------------- | ----------------------- |
| Сиверс, Яков Ефимович (1731—1808)            | 28 февраля 1798             | 8 марта 1800            |
| Кушелев, Григорий Григорьевич (1754—1833)    | 8 марта 1800                | 21 августа 1801         |
| Румянцев, Николай Петрович (1754—1826)       | 21 августа 1801             | 18 апреля 1809          |
| Ольденбургский, Георгий Петрович (1784—1812) | 18 апреля 1809              | 20 ноября 1809          |

## Управление водяными и сухопутными сообщениями Российской Империи
| Имя                                          | Дата вступления в должность | Дата снятия с должности |
| -------------------------------------------- | --------------------------- | ----------------------- |
| Ольденбургский, Георгий Петрович (1784—1812) | 20 ноября 1809              | 25 июля 1810            |

## Главное управление путей сообщения Российской империи
| Имя                                          | Дата вступления в должность | Дата снятия с должности |
| -------------------------------------------- | --------------------------- | ----------------------- |
| Ольденбургский, Георгий Петрович (1784—1812) | 25 июля 1810                | 15 декабря 1812         |
| Деволлан, Франц Павлович (1752—1818)         | 15 декабря 1812             | 30 ноября 1818          |
| Бетанкур, Августин Августинович (1758—1824)  | 1 апреля 1819               | 2 августа 1822          |
| Вюртембергский, Александр (1771—1833)        | 20 сентября 1822            | 3 сентября 1832         |

## Главное управление путей сообщения и публичных зданий Российской империи
| Имя                                         | Дата вступления в должность | Дата снятия с должности |
| ------------------------------------------- | --------------------------- | ----------------------- |
| Толь, Карл Фёдорович (1777—1842)            | 1 октября 1833              | 23 апреля 1842          |
| Клейнмихель, Пётр Андреевич (1793—1869)     | 11 августа 1842             | 15 октября 1855         |
| Чевкин, Константин Владимирович (1802—1875) | 15 октября 1855             | 11 октября 1862         |
| Мельников, Павел Петрович (1804—1880)       | 11 октября 1862             | 23 июня 1865            |

## Министерство путей сообщения Российской империи
| Имя                                                 | Дата вступления в должность | Дата снятия с должности |
| --------------------------------------------------- | --------------------------- | ----------------------- |
| Мельников, Павел Петрович (1804—1880)               | 23 июня 1865                | 20 апреля 1869          |
| Бобринский, Владимир Алексеевич (1824—1898)         | 20 апреля 1869              | 2 сентября 1871         |
| Бобринский, Алексей Павлович (1826—1894)            | 2 сентября 1871             | 10 июля 1874            |
| Посьет, Константин Николаевич (1819—1899)           | 10 июля 1874                | 7 ноября 1888           |
| Паукер, Герман Егорович (1822—1889)                 | 7 ноября 1888               | 29 марта 1889           |
| Гюббенет, Адольф Яковлевич (1830—1901)              | 30 марта 1889               | 17 января 1892          |
| Витте, Сергей Юльевич (1849—1915)                   | 15 февраля 1892             | 30 августа 1892         |
| Кривошеин, Аполлон Константинович (1833—1902)       | 30 августа 1892             | 16 декабря 1894         |
| Хилков, Михаил Иванович (1834—1909)                 | 4 января 1895               | 25 октября 1905         |
| Немешаев, Клавдий Семёнович (1849—1927)             | 28 октября 1905             | 24 апреля 1906          |
| Шауфус, Николай Константинович (1846—1911)          | 25 апреля 1906              | 29 января 1909          |
| Рухлов, Сергей Васильевич (1852—1918)               | 29 января 1909              | 27 октября 1915         |
| Трепов, Александр Фёдорович (1862—1928)             | 30 октября 1915             | 27 декабря 1916         |
| Кригер-Войновский, Эдуард Брониславович (1864—1933) | 28 декабря 1916             | 28 февраля 1917         |

## Министерство путей сообщения Временного правительства России
| Имя                                           | Дата вступления в должность | Дата снятия с должности |
| --------------------------------------------- | --------------------------- | ----------------------- |
| Некрасов, Николай Виссарионович (1879—1940)   | 2 марта 1917                | 4 июля 1917             |
| Тахтамышев, Георгий Степанович (1874—1930)    | 11 июля 1917                | 24 июля 1917            |
| Юренев, Пётр Петрович (1874—1943)             | 25 июля 1917                | 31 августа 1917         |
| Ливеровский, Александр Васильевич (1867—1951) | 31 августа 1917             | 25 октября 1917         |

## Министерство путей сообщенияРоссийского правительства
| Имя                                        | Дата вступления в должность | Дата снятия с должности |
| ------------------------------------------ | --------------------------- | ----------------------- |
| Устругов, Леонид Александрович (1877—1938) | 4 ноября 1918               | 13 ноября 1919          |
| Ларионов, Алексей Михайлович (1872—1920)   | 13 ноября 1919              | 4 января 1920           |

## Народный комиссариат путей сообщения РСФСР
| Имя                                          | Дата вступления в должность | Дата снятия с должности |
| -------------------------------------------- | --------------------------- | ----------------------- |
| Елизаров, Марк Тимофеевич (1863—1919)        | 28 октября 1917             | 20 января 1918          |
| Невский, Владимир Иванович (1876—1937) и. о. | 20 января 1918              | 24 февраля 1918         |
| Рогов, Алексей Гаврилович (1886—1950)        | 25 февраля 1918             | 9 мая 1918              |
| Кобозев, Пётр Алексеевич (1878—1941)         | 9 мая 1918                  | 16 июня 1918            |
| Невский, Владимир Иванович (1876—1937)       | 25 июля 1918                | 17 марта 1919           |
| Красин, Леонид Борисович (1870—1926)         | 17 марта 1919               | 20 марта 1920           |
| Троцкий, Лев Давидович (1879—1940), и. о.    | 20 марта 1920               | 10 декабря 1920         |
| Емшанов, Александр Иванович (1891—1937)      | 10 декабря 1920             | 14 апреля 1921          |
| Дзержинский, Феликс Эдмундович (1877—1926)   | 14 апреля 1921              | 6 июля 1923             |

## Народный комиссариат путей сообщения СССР
Образован 6 июля 1923 года. 30 января 1931 года из него выделен Наркомат водного транспорта СССР.
| Имя                                        | Дата вступления в должность | Дата снятия с должности |
| ------------------------------------------ | --------------------------- | ----------------------- |
| Дзержинский, Феликс Эдмундович (1877—1926) | 6 июля 1923                 | 2 февраля 1924          |
| Рудзутак, Ян Эрнестович (1887—1937)        | 2 февраля 1924              | 11 июня 1930            |
| Рухимович, Моисей Львович (1889—1938)      | 11 июня 1930                | 2 октября 1931          |
| Андреев, Андрей Андреевич (1895—1971)      | 2 октября 1931              | 28 февраля 1935         |
| Каганович, Лазарь Моисеевич (1893—1991)    | 28 февраля 1935             | 22 августа 1937         |
| Бакулин, Алексей Венедиктович (1899—1939)  | 22 августа 1937             | 5 апреля 1938           |
| Каганович, Лазарь Моисеевич (1893—1991)    | 5 апреля 1938               | 25 марта 1942           |
| Хрулёв, Андрей Васильевич (1892—1962)      | 25 марта 1942               | 26 февраля 1943         |
| Каганович, Лазарь Моисеевич (1893—1991)    | 26 февраля 1943             | 20 декабря 1944         |
| Ковалёв, Иван Владимирович (1901—1993)     | 20 декабря 1944             | 15 марта 1946           |

15 марта 1946 года преобразован в одноимённое министерство.

## Министерство путей сообщения СССР
Образовано 15 марта 1946 года из одноимённого наркомата (Закон СССР от 15 марта 1946 года «О преобразовании Совета народных комиссаров СССР в Совет министров СССР и Советов народных комиссаров союзных и автономных республик — в Советы министров союзных и автономных республик»). 15 марта 1953 года ему переданы функции упразднённого Министерства автомобильного транспорта СССР. 26 августа 1953 года функции руководства автомобильным транспортом переданы во вновь созданное Министерство автомобильного транспорта и шоссейных дорог СССР.
| Имя                                      | Дата вступления в должность      | Дата снятия с должности        |
| ---------------------------------------- | -------------------------------- | ------------------------------ |
| Ковалёв, Иван Владимирович (1901—1993)   | 19 марта 1946                    | 5 июня 1948                    |
| Бещев, Борис Павлович (1903—1981)        | 5 июня 1948                      | 14 января 1977                 |
| Павловский, Иван Григорьевич (1922—2007) | 14 января 1977                   | 29 ноября 1982                 |
| Конарев, Николай Семёнович (1927—2007)   | 29 ноября 1982                   | 28 декабря 1990                |
| Матюхин, Леонид Иванович (род. 1937)     | 8 мая 1991 и. о. 28 августа 1991 | 28 августа 1991 26 ноября 1991 |

Ликвидировано 20 января 1992 года в связи с прекращением существования СССР (Указ Президента РФ от 20 января 1992 года № 28).

## Министерство путей сообщения Российской Федерации
Образовано 20 января 1992 года на базе Министерства путей сообщения СССР (Указ Президента РФ от 20 января 1992 года № 28).
| Имя                                        | Дата вступления в должность | Дата снятия с должности |
| ------------------------------------------ | --------------------------- | ----------------------- |
| Фадеев, Геннадий Матвеевич (род. 1937)     | 20 января 1992              | 22 августа 1996         |
| Зайцев, Анатолий Александрович (1940—2022) | 22 августа 1996             | 14 апреля 1997          |
| Аксёненко, Николай Емельянович (1949—2005) | 14 апреля 1997              | 21 мая 1999             |
| Старостенко, Владимир Иванович (1948—2017) | 29 мая 1999                 | 16 сентября 1999        |
| Аксёненко, Николай Емельянович (1949—2005) | 16 сентября 1999            | 3 января 2002           |
| Фадеев, Геннадий Матвеевич (род. 1937)     | 4 января 2002               | 22 сентября 2003        |
| Морозов, Вадим Николаевич (1954—2021)      | 7 октября 2003              | 9 марта 2004            |

Указом Президента Российской Федерации от 9 марта 2004 г. № 314 «О системе и структуре федеральных органов исполнительной власти» МПС России упразднено. Функции упразднённого министерства — федерального органа исполнительной власти переданы: Министерству транспорта Российской Федерации, Федеральной службе по надзору в сфере транспорта и Федеральному агентству железнодорожного транспорта. Часть функций управления передана в ОАО «Российские железные дороги» (создано 1 октября 2003 года).